# EXILE魂
『EXILE魂』（エグザイルだましい）は、2010年10月17日から2012年9月23日まで、毎日放送（MBS）とTBSテレビの共同制作により、TBS系列で放送されていた音楽バラエティ番組である。EXILEの冠番組。放送開始当初からおよそ半年間はバラエティ番組として放送されていた。放送時間は毎週日曜22:00 - 22:54（JST、初回放送は22:20 - 23:24）。放送回数は全79回。ステレオ放送、文字多重放送、連動データ放送が実施されていた。通称は『エグ魂（だま）』。正式タイトル名は『EXILE魂 〜日本を元気に〜』。

## 概要
放送開始から半年間は、EXILEのメンバーがゲストとのトークや歌、ダンスパフォーマンス、ロケ企画など、バラエティに富んだ多種多様な企画で構成していた。番組のタイトルロゴタイプはEXILEメンバーのTAKAHIRO直筆によるものである。
本番組はTBSが実質的な制作を担当し、MBSは番組送出とスポンサーセールスを担当する。また、番組の著作権はTBS・MBSが共有する形となる。
台湾地上波の放送局・中国電視公司（CTV）でも同日放送が展開されていた。台湾での放送は日本での放送のわずか2時間半後、台湾時間の日曜日 23:30 - 翌0:30（台灣標準時（TST）。初回放送は23:45 - 翌0:45）から毎週現地で放送されていた（中文字幕版で放送）。
TBSでは2009年4月19日から『EXH〜EXILE HOUSE〜』と『EXE』が日曜日（土曜日深夜）に放送されていたが、本番組放送開始に伴い9月26日放送分で終了。しかし、2011年3月6日放送分までのスタジオは、『EXH』や『EXE』のセットを大幅に改造してそのまま使用、一部コーナーは客入れをした公開放送形式も取られていた。このため、実質は『EXE』の製作にMBSが参加するという形でのリニューアルの形となった。
なお、4月24日放送分からは音楽番組として新装開店、公開放送形式も取りやめたことから、セットが大幅変更された。また、本番組の収録は『EXH』や『EXE』を放送していた関係から、これらの番組に引き続きTBSで行っており、レギュラーの局アナもTBSアナウンサーが起用されていた。
2010年12月26日には、番組開始以来初めてとなる2時間スペシャル「EXILEドッキリ魂SP」（21:30〜23:24）が放送された。
2011年3月13日と20日は本来放送される予定だったが、13日は東日本大震災に関する報道特別番組に差し替えられたため休止。翌週の20日は延期となった連続ドラマ『日曜劇場 冬のサクラ』を、2回分統合した最終回として2時間3分に拡大放送したため休止。その後も『3年B組金八先生ファイナル』、『ウンナンの気分は上々。』、『世界ウルルン滞在記 みんな元気に!復活スペシャル』、『日曜劇場 JIN-仁-』の放送のため休止となり、再開は4月24日まで延期された。このため、本番組は約2か月間放送休止状態が続いた。
2011年4月24日放送分からは「音楽で、日本を元気に」をコンセプトに、音楽番組へと番組内容がリニューアルされた。それに伴い、3月13日放送分と3月20日放送分の内容は休止された。また、タイトル表記もリニューアル前は「EXILE魂」だったのに対し、リニューアル後は「EXILE魂」とEXILEの文字が黒になった。
2012年4月15日放送分からは「日本中の『音楽』と『バラエティ』を愛する人たちへ」をコンセプトに、音楽バラエティ番組へと番組内容が再びリニューアルされた。
なお、2011年12月25日は特別番組「報道の日 2011 記憶と記録そして願い」放送のため、2012年7月1日はテレビドラマ「夢の扉+ 特別編20年後の君へ」が放送されたため、また、7月29日と8月12日は「ロンドンオリンピック」が放送されたため、本番組は休止となった。
2012年10月14日より、伊東四朗・今田耕司・斎藤工司会の『日10☆演芸パレード』が開始されることが決まっているため、本番組は同年9月23日放送分で終了することになった。これより、TBS系列のEXILE出演のレギュラー番組は、この『週刊EXILE』のみとなったが、2012年11月5日の23:50からEXILEの番組『EX-LOUNGE』が放送されており、スタッフも一部携わっている。しかし、『EX-LOUNGE』も2013年3月18日で終了。

## 出演者

### メイン司会
- EXILE
  - HIRO
  - MATSU
  - USA
  - MAKIDAI(MC)
  - ATSUSHI
  - AKIRA
  - TAKAHIRO(MC)
  - KENCHI
  - KEIJI
  - TETSUYA
  - NESMITH
  - SHOKICHI
  - NAOTO
  - NAOKI

### 進行
- 山本匠晃（TBSアナウンサー、2011年3月まではナレーター兼コーナー司会、4月からは進行役）

### スタジオゲスト
コーナー・ロケなどのゲストは、後述の節を参照。

#### 番組初期（2010年10月 - 2011年3月）
※は多数の場合
| 回数                     | 放送日（TBS）  | ゲスト                   |
| ------------------------ | -------------- | ------------------------ |
| 第1回                    | 2010年10月17日 | ビートたけし、たけし軍団 |
| 第2回                    | 2010年10月24日 | ※                        |
| 第3回                    | 2010年10月31日 | 久本雅美                 |
| 第4回                    | 2010年11月14日 | なし                     |
| 第5回                    | 2010年11月21日 | KARA                     |
| 第6回                    | 2010年11月28日 | 清原和博                 |
| 第7回                    | 2010年12月5日  | 岡田武史                 |
| 第8回                    | 2010年12月12日 | なし                     |
| 第9回                    | 2010年12月19日 | テリー伊藤               |
| 第10回 EXILEドッキリ魂SP | 2010年12月26日 | なし                     |
| 第11回                   | 2011年1月16日  | 松坂大輔、柴田倫世       |
| 第12回                   | 2011年1月23日  | なし                     |
| 第13回                   | 2011年1月30日  | なし                     |
| 第14回                   | 2011年2月6日   | なし                     |
| 第15回                   | 2011年2月13日  | なし                     |
| 第16回                   | 2011年2月20日  | なし                     |
| 第17回                   | 2011年2月27日  | なし                     |
| 第18回                   | 2011年3月6日   | なし                     |

#### 番組中期（2011年4月 - 2012年3月）
※は多数の場合
| 回数             | 放送日（TBS）         | ゲスト                 |
| ---------------- | --------------------- | ---------------------- |
| 第1回            | 2011年4月24日         | 和田アキ子             |
| 第2回            | 2011年5月1日          | 堀北真希・戸田恵子     |
| 第3回            | 2011年5月8日          | マツコ・デラックス     |
| 第4回            | 2011年5月15日         | 明石家さんま           |
| 第5回            | 2011年5月22日         | 加山雄三               |
| 第6回            | 2011年5月29日         | 徳永英明               |
| 第7回            | 2011年6月12日         | 郷ひろみ               |
| 第8回            | 2011年6月19日         | ピンク・レディー       |
| 第9回            | 2011年7月3日          | 陣内孝則・竹中直人     |
| 第10回           | 2011年7月10日         | 石原さとみ・つるの剛士 |
| 第11回           | 2011年7月17日         | 杉良太郎               |
| 第12回           | 2011年7月24日         | トータス松本           |
| 第13回           | 2011年7月31日         | 久保田利伸             |
| 第14回           | 2011年8月7日          | さだまさし             |
| 第15回･第16回    | 2011年8月14日･8月21日 | 秋元康・AKB48          |
| 第17回（総集編） | 2011年8月28日         | Happiness･Flower       |
| 第18回           | 2011年9月4日          | 坂本冬美・藤あや子     |
| 第19回           | 2011年9月11日         | なし                   |
| 第20回           | 2011年9月18日         | 鈴木雅之               |
| 第19回           | 2011年10月2日         | なし                   |
| 第22回           | 2011年10月23日        | GLAY                   |
| 第23回           | 2011年10月30日        | 大竹しのぶ・久本雅美   |
| 第24回           | 2011年11月6日         | 森山良子・秋川雅史     |
| 第25回           | 2011年11月13日        | 安全地帯               |
| 第26回           | 2011年11月20日        | なし                   |
| 第27回           | 2011年11月27日        | 青木隆治               |
| 第28回           | 2011年12月4日         | ドリームモーニング娘。 |
| 第29回           | 2011年12月11日        | 広瀬香美・稲垣潤一     |
| 第30回           | 2011年12月18日        | なし                   |
| 第31回           | 2012年1月15日         | なし                   |
| 第32回           | 2012年1月22日         | 美輪明宏               |
| 第33回           | 2012年1月29日         | なし                   |
| 第34回           | 2012年2月5日          | 谷村新司               |
| 第35回           | 2012年2月12日         | なし                   |
| 第36回           | 2012年2月19日         | 藤原紀香・山口智充     |
| 第37回           | 2012年2月26日         | 天童よしみ             |
| 第38回           | 2012年3月4日          | なし                   |
| 第39回           | 2012年3月11日         | なし                   |
| 第39回           | 2012年3月11日         | なし                   |
| 第40回（総集編） | 2012年4月8日          | なし                   |

#### 番組末期（2012年4月 - 2012年9月）
※は多数の場合
| 回数              | 放送日（TBS） | ゲスト                                 |
| ----------------- | ------------- | -------------------------------------- |
| 第1回             | 2012年4月15日 | ※                                      |
| 第2回             | 2012年4月22日 | ※                                      |
| 第3回             | 2012年4月29日 | 槇原敬之                               |
| 第4回             | 2012年5月6日  | ※                                      |
| 第5回             | 2012年5月13日 | ※                                      |
| 第6回             | 2012年5月20日 | 芦田愛菜                               |
| 第7回             | 2012年5月27日 | あき竹城、安藤和津、秋野暢子、綾戸智恵 |
| 第8回             | 2012年6月3日  | ※                                      |
| 第9回             | 2012年6月10日 | ※                                      |
| 第10回            | 2012年6月17日 | ※                                      |
| 第11回            | 2012年6月24日 | ※                                      |
| 第12回            | 2012年7月8日  | AKB48                                  |
| 第13回            | 2012年7月15日 | 一青窈、坂本冬美、徳永英明             |
| 第14回            | 2012年7月22日 | いとうあさこ、THE ALFEE                |
| 第15回            | 2012年8月5日  | ※                                      |
| 第16回            | 2012年8月19日 | TRF、小室哲哉、石井竜也                |
| 第17回            | 2012年8月26日 | ※                                      |
| 第18回            | 2012年9月2日  | ※                                      |
| 第19回            | 2012年9月9日  | 中村雅俊、ゴダイゴ                     |
| 第20回            | 2012年9月16日 | ※                                      |
| 第21回 （最終回） | 2012年9月23日 | ※                                      |

### ナレーター
- 野田圭一
- 田子千尋

ほか

## 使用曲
第1期
- Overture for EXILE PERFECT YEAR（オープニング）
- MONSTER（ゲスト入場時）

第2期以降
- SUMMER TIME LOVE（オープニング）
- I Wish For You（ゲスト入場時）

## 主なコーナー・企画
下記より実施された順に紹介する。
ウチのリーダーは嘘をつかない対決
第1回で実施。嘘発見器を使い、両グループのリーダーHIROとビートたけし、それからATSUSHIとNAOTOのプライバシーに迫った。この企画は約15年前、同じ毎日放送・TBS系列で同時刻に放送されたバラエティ番組『たけし・所のドラキュラが狙ってる』のコーナー「ドラキュラ裁判」のリバイバル企画。
仰天!スタッフ伝説魂
第2回で実施。
KENCHI MAN
KENCHIによるロケ。前番組『EXE』から引き継がれたコーナー。設定などもそのままである。
歌
EXILEの楽曲以外にも、EXILE関係のグループやゲストの楽曲なども披露される。
また場合によってはボーカルとゲストのコラボレーションもある。
2011年10月23日放送回では、ゲストのGLAYと共に「SCREAM」を披露し、2005年に期間限定で活動したグループGLAY×EXILEが6年ぶりに再結成された。またSHUN脱退後では初となった。
EXILE チャレンジ魂
メンバーが世界各地のプロフェッショナルと魂をぶつけ合う企画。第4回放送分ではTAKAHIROがアートのプロ、KEIJIが炎のプロに挑戦した。
また第15、6回放送分ではAKIRAがカンフーのプロに挑戦した。
EXILE魂議会
メンバーが新しい企画をプロデュースする企画。ただしメンバーの満場一致が必須条件。
第5回では、下記にある芸能人が集まる美容室 TAKAHIROが、満場一致した。
その後満場一致された企画が多くなった。
| 回数                     | 放送日（TBS）  | 提案したメンバー | 企画名                                                     | 満場一致 |
| ------------------------ | -------------- | ---------------- | ---------------------------------------------------------- | -------- |
| 第01回                   | 2010年11月21日 | HIRO TAKAHIRO    | EXILE対決シリーズ 芸能人が集まる美容室 TAKAHIRO            | × ○      |
| 第02回                   | 2010年11月28日 | NAOKI ATSUSHI    | エグザサイズ あなたの夢をプロデュース 〜Dreams come true〜 | ○        |
| 第03回                   | 2010年12月5日  | AKIRA            | 岡田監督とサッカー対決がしたい                             | ○        |
| 第04回                   | 2010年12月12日 | MATSU            | 芸能人○○部                                                 | ○        |
| 第05回 EXILEドッキリ魂SP | 2010年12月26日 | HIRO MATSU       | アディダスCM 芸能人演劇部                                  | ○        |
| 第06回                   | 2011年1月16日  | HIRO             | 2代目J Soul Brothers VS 3代目J Soul Brothers               | ○        |
芸能人が集まる美容室 TAKAHIRO
TAKAHIRO(メイン)、AKIRA、NESMITH、による企画。
TAKAHIROは腕の立つ美容師、NESMITHはおしゃべりなアシスタント、AKIRAは店長、赤坂のとある隠れ家的なサロン「TAKAHIRO美容室」という設定。
2011年1月30日放送分では、AKIRA店長の口癖が決定した。（萌えビーム）
同年3月13日放送分では北陽が登場する予定だったが、東日本大震災に伴う報道特別番組の編成により休止され、しばらくこの回自体が放送されていなかったものの、4月24日放送分から音楽番組にリニューアルされたため結局、放送休止になった（上述）。
| 回数   | 放送日（TBS）  | ゲスト         |
| ------ | -------------- | -------------- |
| 第01回 | 2010年11月21日 | 椿鬼奴         |
| 第02回 | 2010年12月12日 | 大久保佳代子   |
| 第03回 | 2010年12月26日 | いとうあさこ   |
| 第04回 | 2011年1月30日  | にしおかすみこ |
| 第05回 | 2011年2月13日  | 大島麻衣       |
| 第06回 | 2011年2月20日  | あびる優       |
エグザサイズ
NAOKIによる企画。スタジオの主はカーリーTETSUYA(TETSUYA)。また第一回ではNAOKIが、この時のゲスト佐々木の2ndシングルのジャケット写真の衣装を着て登場した。その後NAOKIがゲストに合わせて変装をする。たまにNAOKIのふざけた行動にカーリーTETSUYAがつっこむことがある。
2011年1月30日放送分からは、出張エグザサイズとして、その1回目にデヴィ夫人の家でエグザサイズを伝授した。
| 回数   | 放送日（TBS）  | 生徒                 |
| ------ | -------------- | -------------------- |
| 第01回 | 2010年11月28日 | 佐々木希             |
| 第02回 | 2010年12月5日  | 優木まおみ           |
| 第03回 | 2010年12月19日 | 南明奈               |
| 第04回 | 2011年1月16日  | 藤本美貴             |
| 第05回 | 2011年1月30日  | デヴィ夫人           |
| 第06回 | 2011年2月6日   | 北斗晶               |
| 第07回 | 2011年2月27日  | 吉川ひなの、川島海荷 |
| 第08回 | 2011年3月6日   | 中川翔子             |
岡田監督とサッカー対決
AKIRAによる企画。EXILEのほうからはAKIRA、KENCHI、TETSUYA、NESMITH、NAOKI、そして三代目J Soul Brothersから登坂広臣が選抜された。相手チームは、エグザイルファンタジーカップ2010から選ばれた。結果EXILE選抜チームが負けた。
芸能人○○部
MATSUによる企画。第08回では「芸能人ハンバーグ部」とし、MATSUの名を改めバーグさんとして実施された。
| 回数                            | 放送日（TBS）  | ゲスト                                                                       |
| ------------------------------- | -------------- | ---------------------------------------------------------------------------- |
| 第01回 芸能人ハンバーグ部       | 2010年12月12日 | 井戸田潤、大和田伸也、日村勇紀、森久美子                                     |
| 第02回 芸能人激ウマファミレス部 | 2010年12月19日 | 山崎静代(南海キャンディーズ)、溝端淳平、虻川美穂子(北陽)                     |
| 第03回 芸能人演劇部             | 2010年12月26日 | キングオブコメディ、小栗旬、藤原紀香                                         |
| 第04回 芸能人ハンバーグ部       | 2011年1月23日  | 日村勇紀、彦摩呂、大和田獏、里田まい、山本昇平、福島亮、稲田智紀、寺門ジモン |
超高級! セレブワールド
KENCHI、NAOTOによるロケ。貧乏な三兄弟という設定で、長男がけんち、次男がなおと、養子の長女が栗山千明。ナビゲーターはハイキングウォーキング。
イケメン鉄板焼きKEIJI
KEIJIによるコーナー。調理師免許を持つKEIJIが、ゲストの鉄板ネタを提供させるコーナー。このコーナーは日本テレビで放送されていた「EXILE GENERATION」の1コーナー「居酒屋えぐざいる」と酷似している。2011年3月6日放送ではATSUSHIを除く13人が揃った。
イケメン店員としてピースの綾部祐二(2011年2月20日放送分ではアンジャッシュの渡部建)、謎の客として同じくピースの又吉直樹が出演した。また2011年2月20日放送分では常連客として渡部と同じアンジャッシュの児嶋一哉が出演した。
| 回数   | 放送日（TBS） | ゲスト                             |
| ------ | ------------- | ---------------------------------- |
| 第01回 | 2011年2月6日  | 小泉今日子                         |
| 第02回 | 2011年2月20日 | 大地真央                           |
| 第03回 | 2011年2月27日 | PUFFY                              |
| 第04回 | 2011年3月6日  | EXILE(ATSUSHIを除く13人)、高畑淳子 |
サプライズゲスト
- 笑い飯
- 八木真澄（サバンナ）

アニソン関連企画
第3期に限り上記ほど多くは放映されてはいないが不定期で実施。主に視聴者によるリクエストで選出されたアニメソングをゲスト出演者とアニメソングを熱唱する企画（主に本家の歌手・水木一郎らと競演）。
なお、本来なら2012年6月4日が最新の収録放送分となるはずだったが、旧オウムの一連の事件による逃走犯・菊地直子被告（当時容疑者）の任意同行による逮捕の報道速報により、放映内容にそぐわないとのことから休止・差し替え

## ネット局と放送時間
| 放送対象地域   | 放送局                   | 系列    | 放送日時           |
| -------------- | ------------------------ | ------- | ------------------ |
| 近畿広域圏     | 毎日放送 (MBS)           | TBS系列 | 制作局（共同制作） |
| 関東広域圏     | TBSテレビ (TBS)          | TBS系列 | 制作局（共同制作） |
| 北海道         | 北海道放送 (HBC)         | TBS系列 | 同時ネット         |
| 青森県         | 青森テレビ (ATV)         | TBS系列 | 同時ネット         |
| 岩手県         | IBC岩手放送 (IBC)        | TBS系列 | 同時ネット         |
| 宮城県         | 東北放送 (TBC)           | TBS系列 | 同時ネット         |
| 山形県         | テレビユー山形 (TUY)     | TBS系列 | 同時ネット         |
| 福島県         | テレビユー福島 (TUF)     | TBS系列 | 同時ネット         |
| 山梨県         | テレビ山梨 (UTY)         | TBS系列 | 同時ネット         |
| 新潟県         | 新潟放送 (BSN)           | TBS系列 | 同時ネット         |
| 長野県         | 信越放送 (SBC)           | TBS系列 | 同時ネット         |
| 静岡県         | 静岡放送 (SBS)           | TBS系列 | 同時ネット         |
| 富山県         | チューリップテレビ (TUT) | TBS系列 | 同時ネット         |
| 石川県         | 北陸放送 (MRO)           | TBS系列 | 同時ネット         |
| 中京広域圏     | CBCテレビ (CBC)          | TBS系列 | 同時ネット         |
| 鳥取県・島根県 | 山陰放送 (BSS)           | TBS系列 | 同時ネット         |
| 岡山県・香川県 | 山陽放送 (RSK)           | TBS系列 | 同時ネット         |
| 広島県         | 中国放送 (RCC)           | TBS系列 | 同時ネット         |
| 山口県         | テレビ山口 (tys)         | TBS系列 | 同時ネット         |
| 愛媛県         | あいテレビ (ITV)         | TBS系列 | 同時ネット         |
| 高知県         | テレビ高知 (KUTV)        | TBS系列 | 同時ネット         |
| 福岡県         | RKB毎日放送(RKB)         | TBS系列 | 同時ネット         |
| 長崎県         | 長崎放送 (NBC)           | TBS系列 | 同時ネット         |
| 熊本県         | 熊本放送 (RKK)           | TBS系列 | 同時ネット         |
| 大分県         | 大分放送 (OBS)           | TBS系列 | 同時ネット         |
| 宮崎県         | 宮崎放送 (MRT)           | TBS系列 | 同時ネット         |
| 鹿児島県       | 南日本放送 (MBC)         | TBS系列 | 同時ネット         |
| 沖縄県         | 琉球放送 (RBC)           | TBS系列 | 同時ネット         |

## スタッフ
- ナレーター：野田圭一、田子千尋
- オープニングタイトル：TAKAHIRO（EXILE）
- 構成：桜井慎一、大井達朗、大森和平、清隼一郎、武田郁之輔、石坂伸太郎、松本建一
- TM：長谷川晃司（TBSテレビ）
- TD：荒木健一・山下直・八木真（TBSテレビ）
- CAM：中野真悟
- VE：木野内洋・小林陽二（TBSテレビ）
- 照明：近藤明人（TBSテレビ）、清水朝彦
- 音声：森和哉・石堂遼子（TBSテレビ）
- PA：小暮倫見、井上忠紀
- 音効：岡本智宏、木村佳子
- 編集：奈良貢、安藤賀一
- MA：池亀淳一
- TK：飯塚愛美、飛田磨由
- デスク：川上綾子
- 美術プロデューサー/美術デザイナー：山口智広（TBSテレビ）
- 美術制作：杉山弘子
- 装置：相良比佐夫、福田良二
- 装飾：徳田圭次、深山健太郎
- 電飾：伊吹英之、山田哲平
- 特殊メカ：高橋出
- アクリル装飾：上野樹也
- 衣裳：渥美智恵
- 持道具：貞中照美
- メイク：アートメイク・トキ
- 楽器：高井啓光、矢野幹夫
- スタイリスト：MASAH、JUMBO、橋本敦、村田友哉
- ヘアメイク：落合英司、千絵、水野明美、KUBOKI（久保木和範）
- CGタイトル：オムニバス・ジャパン/TEAビデオセンター
- 技術協力：エヌ・エス・ティー、東通、TAMCO、ティ・エル・シー、サークル、プロカム、sis（第1回のみ）
- 編成：合田忠弘（MBS）、畠山渉（TBSテレビ）
- AP：小林弘典（TBSテレビ、第8回までディレクター）、谷岡千江里、石田桂子
- AD：黒本宏希、江口聡昭（クラリシオン）、瀧澤将太、前川侑也（クラリシオン）、井上美紀、古賀輝彦、井口義隆、佐久間裕、櫻井裕介　ほか
- ディレクター：木田国士（以前は演出）、太田憲一、松本哲也、早川康弘、梶浦優人、山口雄太（山口社）、浅香大輔、岩本啓助、里山展寛
- 演出：伊東四九（伊藤秀人）（シークマン、以前はディレクター）
- エグゼクティブプロデューサー：近藤誠（TBSテレビ、2012年7月頃 - 、以前はチーフプロデューサー）
- マネージメントプロデューサー：西川永哲（TBSテレビ、2012年5月6日 - ）
- プロデューサー：石橋孝之・角田陽一郎（TBSテレビ）、上野大介（MBS）
- 制作協力：LDH、シークマン（クレジット表記無し）
- 製作著作：MBS[24]・TBS

### 過去のスタッフ
- チーフプロデューサー：横田一（MBS）

## 備考
- 本番組発信局である毎日放送のお膝元の大阪府大阪市中央区道頓堀の戎橋前に、EXILEメンバーが勢揃いした本番組の大型看板を掲げている[25]。